# Budweiser Budvar
Budweiser Budvar je obchodní značka českého piva vyráběného v českobudějovickém pivovaru Budějovický Budvar. Celkový výstav piva je více než 1,6 milionu hektolitrů ročně.

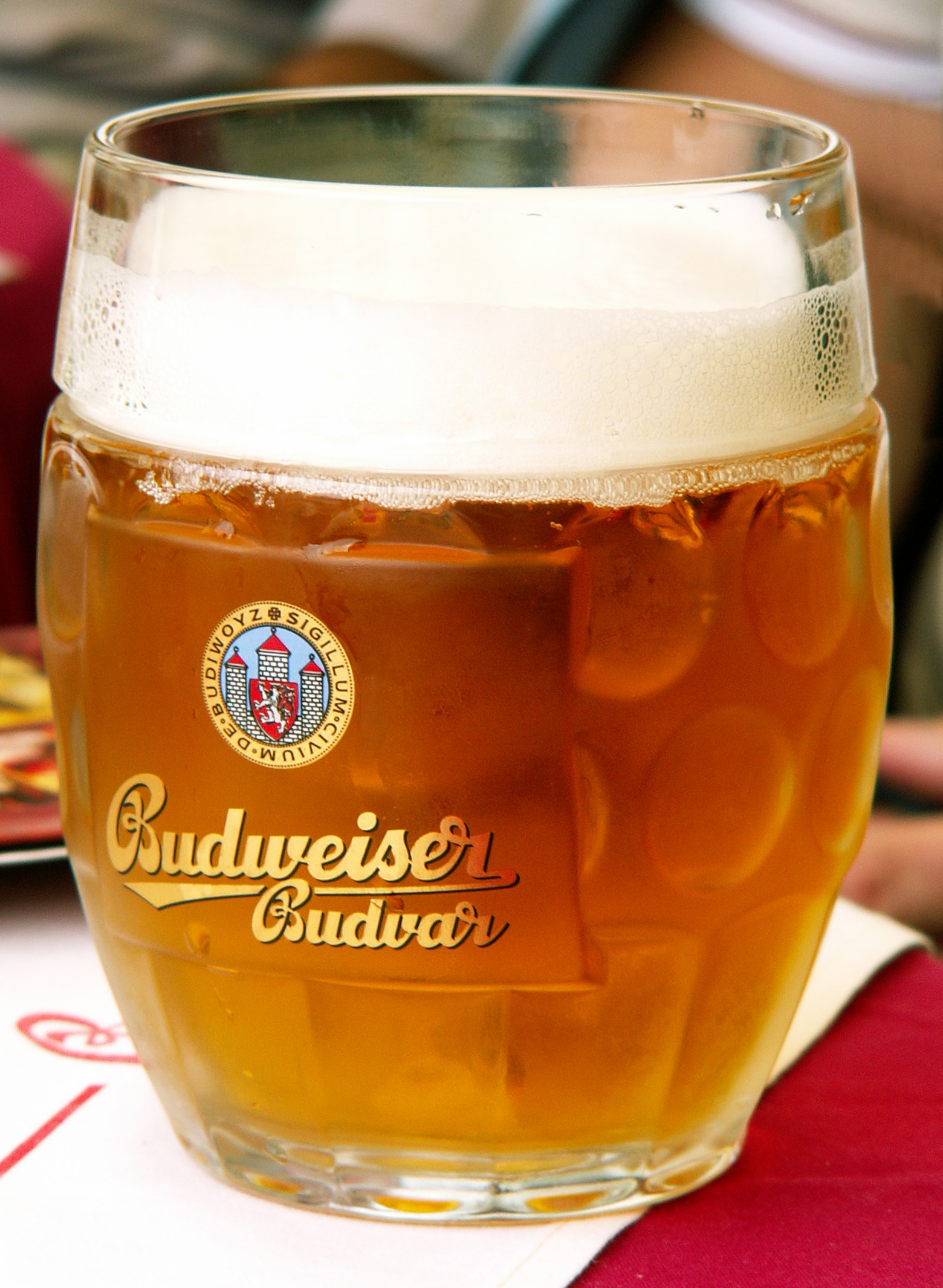
Budweiser Budvar

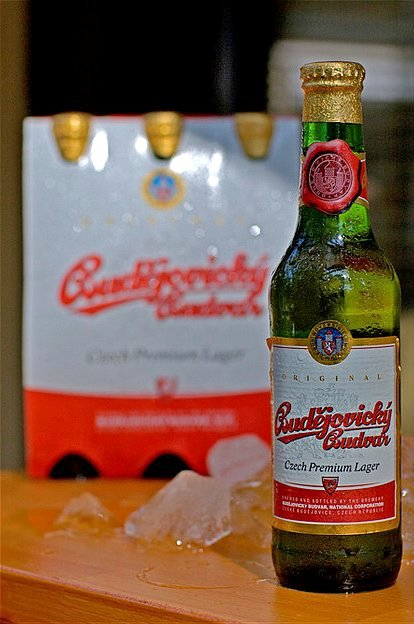
Budweiser Budvar v Austrálii

Mimo Českou republiku je to společně s Plzní nejznámější české pivo. Vyváží se celkem do 76 zemí světa. Na německém trhu je druhou nejprodávanější značkou mezi dováženými ležáky, první mezi importovanými pivy na rakouském trhu, a ve Velké Británii nejprodávanější český ležák.[zdroj?]

## Historie
Novodobá historie pivovaru se datuje od roku 1967, kdy Ministerstvo zemědělství Československé socialistické republiky založilo národní podnik Budějovický Budvar jako přímého zástupce akciového pivovaru, který vařil pivo v Českých Budějovicích již od roku 1895. Český akciový pivovar České Budějovice  byl založen českými právovárečníky, kteří navázali na více než 700 let starou historii vaření piva v Českých Budějovicích (německy Budweis). Tento akciový pivovar měl od roku 1936 rozšřeno firemní označení o ochrannou známku „Budvar“.

## Druhy piva značky Budweiser Budvar

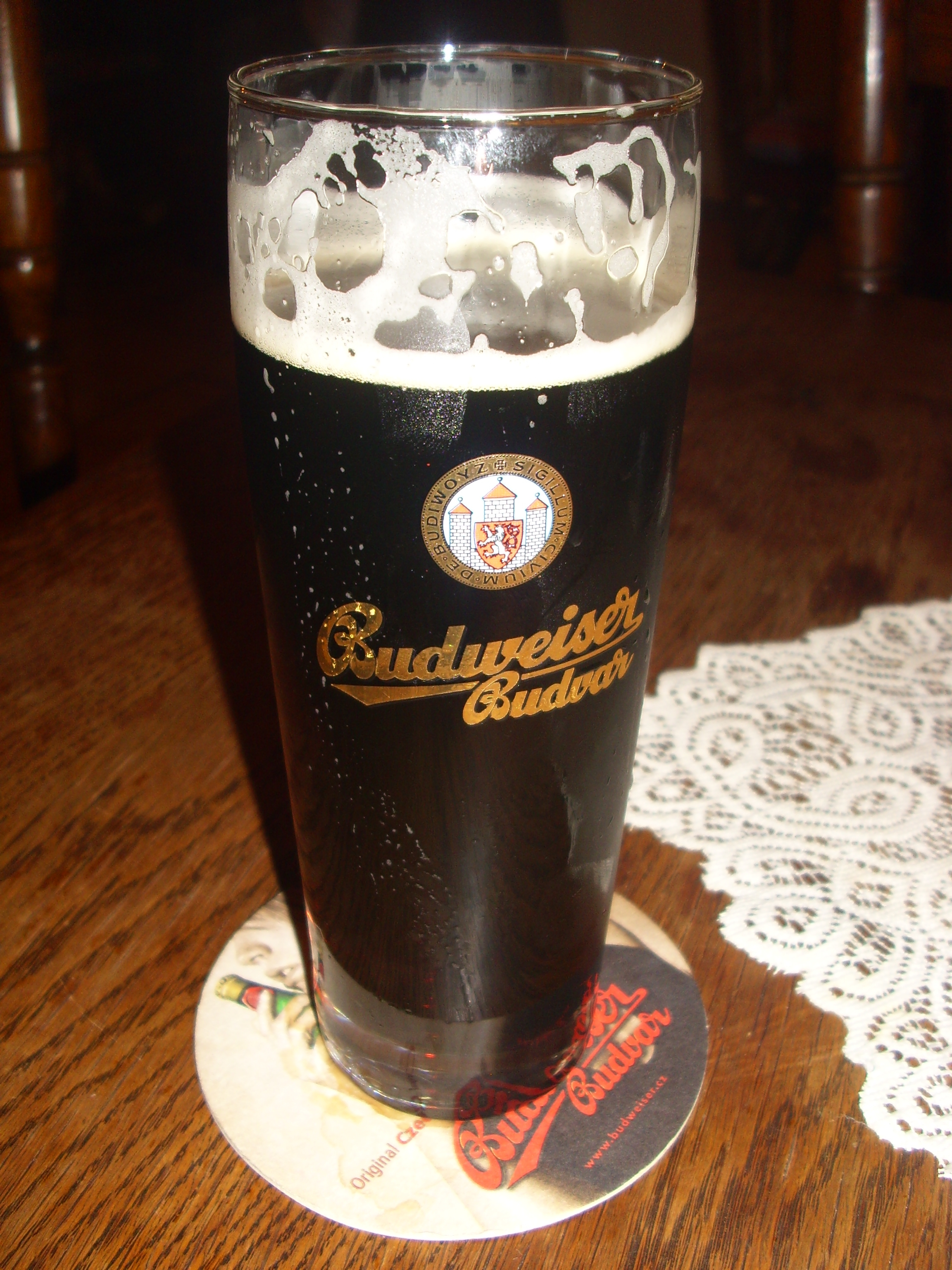
Tmavý ležák

- Budějovický Budvar, světlé výčepní pivo - (10°, 4,0 %) díky kratšímu kvasnému procesu obsahuje světlé výčepní pivo nižší obsah alkoholu.
- Budějovický Budvar Cvikl - nefiltrovaná 10°
- Budějovický Budvar Redix - (10°, 4,0 %)  slad: český světlý, Red X; chmel: Polaris (čtyřikrát chmeleno)
- Budvar 33 - světlý ležák (11,3°, 4,6 %) s hořkostí IBU 33, chmelený převážně hořkým chmelem Agnus, s přídavkem sladu Crystal Light.
- Budweiser Budvar, světlý ležák  - (12°, 5,0 %) typický světlý ležák s jemnou až středně silnou hořkostí. Doba zrání tohoto ležáku je až 90 dnů.
- Budweiser Budvar, tmavý ležák - (12°, 4,7 %) ležák s obsahem tří druhů speciálních barevných ječných sladů: karamelového, praženého a mnichovského.
- Budweiser Budvar kroužkovaný ležák - (12°, 5,0 %) postup výroby kvasnicového ležáku je stejný jako u vaření ležáku Budweiser Budvar s tím rozdílem, že do hotového piva v konzumní jakosti se před stáčením přidává nová kultura pivovarských kvasinek (tzv. kroužků).
- Budweiser Budvar, nealkoholické pivo - (0,5 %)
- Bud Strong - Premier select - (16,5°, 7,5 %) silné pivo s dobou zrání 200 dnů.

## Ocenění
Pivo získalo několik domácích i světových ocenění. Mezi nejcennější patří zlatá medaile ze Světové výstavy v Praze z roku 1896.
2013
- stříbrná medaile SPP Budweiser Budvar tmavý ležák – ocenění SPP stříbrnou medailí v kategorii "Tmavé pivo roku"

2011
- zlatá medaile Budweiser Budvar ležák – belgický International Institute for Quality Selections udělil zlatou medaili a diplom světlému ležáku Budweiser Budvar
- zlatá medaile Budweiser Budvar tmavý ležák – belgický International Institute for Quality Selections udělil zlatou medaili a diplom světlému ležáku Budweiser Budvar
- stříbrná medaile Budweiser Budvar nealkoholické pivo – International Institute for Quality Selections udělil stříbrnou medaili a diplom nealkoholickému pivu Budweiser Budvar.

2010
- 3. místo Budweiser Budvar světlý ležák – Melbourne – Australian Beer Award, mezinárodní soutěž
- velká zlatá medaile Budweiser Budvar – International Institute for Quality Selections udělil za mimořádnou kvalitu medaili Grand Gold a diplom světlému ležáku Budweiser Budvar.
- zlatá medaile Budweiser Budvar světlý ležák – udělení od Institute for Quality Selections velké zlaté medaile (Grand Gold) a diplom

2009
- stříbrná medaile Budweiser Budvar tmavý ležák – v anketě členů Sdružení přátel piva získal tmavý ležák ocenění v kategorii Tmavé pivo roku 2009
- 2. místo BUD Premier Select – v soutěži českých speciálních piv získal BUD Premier Select druhou cenu

## Známkoprávní problémy

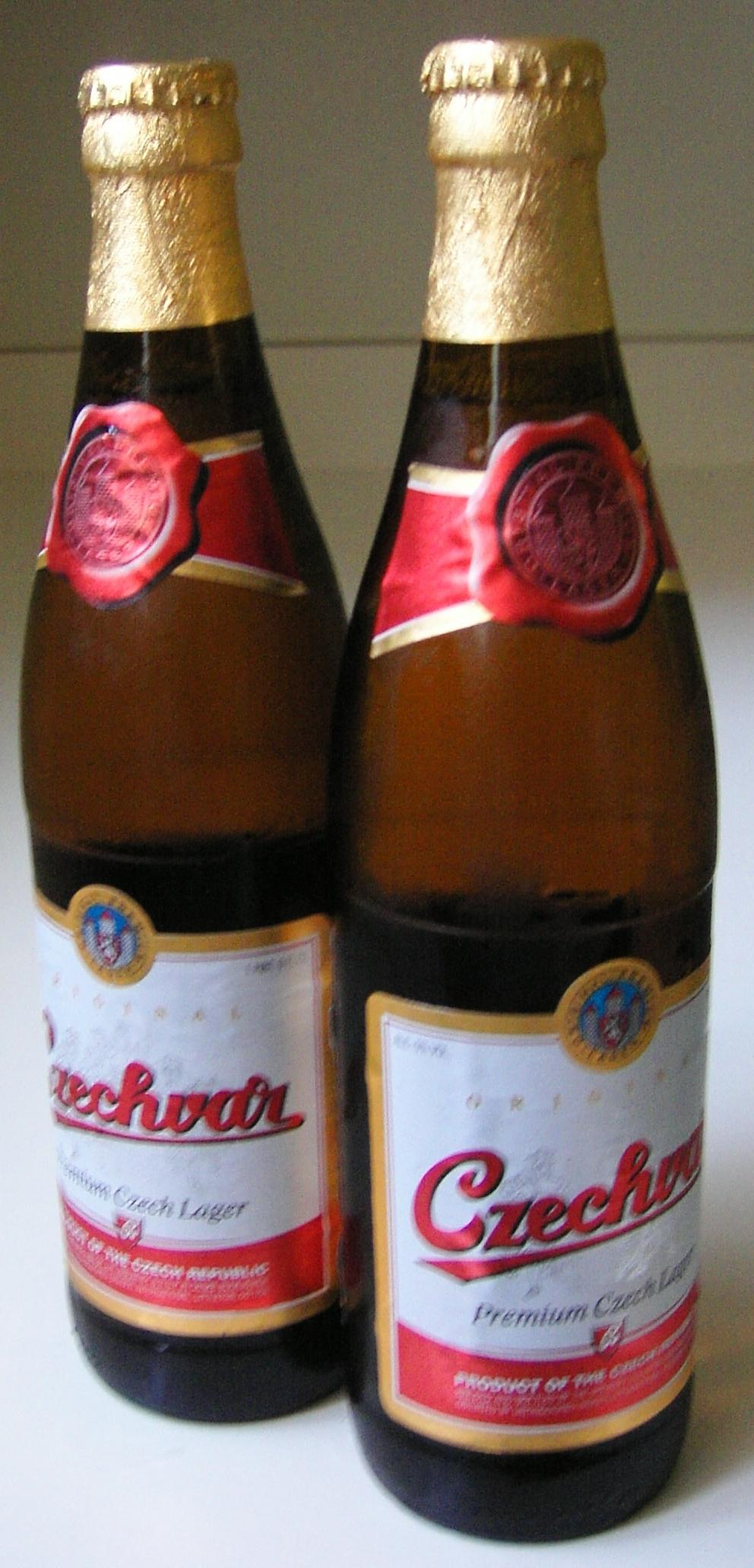
Czechvar - severoamerická verze etikety

Pivovar je vlastníkem 308 ochranných známek ve 101 zemích. Mezi nejznámější patří Budweiser Budvar, Budweiser, Budvar, Bud a Budějovický Budvar.
Od počátku 20. století trvá spor mezi pivovarem Budějovický Budvar a americkým pivovarem Anheuser-Busch o vlastnictví ochranných známek. V současné době probíhá více než 40 soudních pří a 70 správních řízení před patentovými úřady. V důsledku sporu se v Severní Americe pivo prodává pod obchodní značkou Czechvar a americký Budweiser jako Bud v celé Evropské unii.
V letech 2000 - 2012 bylo definitivně ukončeno 173 soudních sporů a správních řízení, z nichž Budějovický Budvar vyhrál 120 případů a 10 sporů skončilo smírem nebo remízou. Díky registracím ochranných známek „BUDWEISER“ nebo „BUDWEISER BUDVAR“, které patří Budějovickému Budvaru, nemůže nadnárodní koncern ABI svou klíčovou značku „BUDWEISER“ používat téměř v 70 zemích.